# Carex arsenei
Espèce
Classification phylogénétique
Carex arsenei est une espèce de plantes du genre Carex et de la famille des Cyperaceae.